# Sandra Le Dréan
Sandra Le Dréan (Rennes, 13 maggio 1977) è un'ex cestista francese.
Alta 186 cm per 76 kg, giocava come ala.

## Carriera
Con la Francia ha disputato i Giochi olimpici di Sydney 2000, due edizioni dei Campionati mondiali (2002, 2006) e cinque dei Campionati europei (1999, 2001, 2003, 2005, 2007).